# Aron (India)
Aron è una suddivisione dell'India, classificata come nagar panchayat, di 21.230 abitanti, situata nel distretto di Guna, nello stato federato del Madhya Pradesh. In base al numero di abitanti la città rientra nella classe III (da 20.000 a 49.999 persone).

## Geografia fisica
La città è situata a 24° 24' 20 N e 77° 25' 11 E.

## Società

### Evoluzione demografica
Al censimento del 2001 la popolazione di Aron assommava a 21.230 persone, delle quali 11.211 maschi e 10.019 femmine. I bambini di età inferiore o uguale ai sei anni assommavano a 3.730, dei quali 1.927 maschi e 1.803 femmine. Infine, coloro che erano in grado di saper almeno leggere e scrivere erano 10.843, dei quali 6.697 maschi e 4.146 femmine.